# 1536
Năm 1536 (số La Mã: MDXXXVI) là một năm nhuận bắt đầu từ ngày thứ bảy (liên kết sẽ hiển thị đầy đủ lịch) trong lịch Julius.